# Cristela Alonzo
Cristela Alonzo est une actrice, scénariste, productrice, humoriste et animatrice américaine, née le 6 janvier 1979 à Hidalgo au Texas.

## Filmographie

### Actrice
- 2011 : Sons of Anarchy : une latina (1 épisode)
- 2012 : Ladies Room Diaries : la responsable de la salle de bain (1 épisode)
- 2012 : The Book Club : Cristela (2 épisodes)
- 2012-2014 : Hey It's Fluffy! (5 épisodes)
- 2014-2015 : Cristela : elle-même en tant que présentatrice (22 épisodes)
- 2015 : Hôpital central : Natalia Rodriguez (1 épisode)
- 2016 : Angry Birds, le film : Shirley
- 2017 : Cars 3 : Cruz Ramirez
- 2019 : The Laundromat : L'Affaire des Panama Papers (The Laundromat) de Steven Soderbergh : agent Kilmer

### Scénariste
- 2006 : Mind of Mencia (15 épisodes)
- 2012 : Ladies Room Diaries (3 épisodes)
- 2014-2015 : Cristela (22 épisodes)